# Jemez Pueblo
Jemez Pueblo ist die Hauptsiedlung oder Pueblo („Dorf“) der Jemez Pueblo (Hį:mįsh) im Sandoval County im US-Bundesstaat New Mexico.
Der traditionelle Name lautet Walatowa („Das ist der [richtige] Ort“), jedoch ist die Siedlung (Pueblo) besser unter dem Namen Jemez Pueblo („Dorf der Jemez Pueblo (Hį:mįsh)“) bekannt und wird von rund 1.953 Einwohnern bewohnt.
Der Pueblo bildet das Zentrum der etwa 5,3 km² umfassenden Jemez-Reservation, die direkt an die benachbarte Zia-Reservation mit dem Pueblo der Zia Pueblo grenzt. Die etwa zwölf Meilen südlich gelegene Nachbargemeinde Jemez Springs, am Jemez River sowie in den Jemez Mountains gelegen, wurde nach dem nahen Jemez Pueblo benannt.